# Beznovci
Beznovci (mađarski: Búzahely, njemački: Pernstein) je naselje u slovenskoj Općini Puconcima. Beznovci se nalazi u pokrajini Prekomurju i statističkoj regiji Pomurju. 

## Stanovništvo
Prema popisu stanovništva iz 2002. godine naselje je imalo 174 stanovnika.